# Giro del Veneto 1989
Il Giro del Veneto 1989, sessantaduesima edizione della corsa, si svolse il 2 settembre 1989 su un percorso di 230 km. La vittoria fu appannaggio dell'italiano Roberto Pagnin, che completò il percorso in 5h53'00", precedendo il connazionale Maurizio Fondriest e il sovietico Andrei Tchmil.

## Ordine d'arrivo (Top 10)
| Pos. | Corridore            | Squadra                   | Tempo    |
| ---- | -------------------- | ------------------------- | -------- |
| 1    | Roberto Pagnin       | Malvor-Sidi               | 5h53'00" |
| 2    | Maurizio Fondriest   | Del Tongo-Rex             | a 1'40"  |
| 3    | Andrei Tchmil        | Alfa Lum                  | s.t.     |
| 4    | Rodolfo Massi        | Atala-Campagnolo          | s.t.     |
| 5    | Gianni Faresin       | Malvor-Sidi               | s.t.     |
| 6    | Massimo Ghirotto     | Carrera Jeans-Vagabond    | s.t.     |
| 7    | Mauro A. Santaromita | Pepsi Cola-Alba Cucine    | s.t.     |
| 8    | Frédéric Vichot      | Helvetia-La Suisse        | a 2'00"  |
| 9    | Maurizio Rossi       | Jolly Componibili-Club 88 | s.t.     |
| 10   | Fabrizio Bontempi    | Gewiss-Bianchi            | a 2'15"  |